# Poronajsk
Poronajsk (anche traslitterato come Poronaysk; in giapponese, Shikuka) è una città della Russia, situata nell'Estremo Oriente Russo (Oblast' di Sachalin), sulla costa del golfo Terpenija nel Mare di Ochotsk, 288 km a nord di Južno-Sachalinsk alla foce del fiume Poronaj; è capoluogo del distretto omonimo.
Il primo insediamento aveva nome Tichmenevskij (in russo Тихменевский?) e risale al 1869, costruito in un territorio allora occupato da piccole comunità degli originari abitatori della zona, Ainu e Nivchi. Posseduta dall'Impero del Giappone dal 1905 al 1945, che la rinominarono Shikuka, ritornò all'allora Unione Sovietica dopo la fine della seconda guerra mondiale. I sovietici la ribattezzarono Poronajsk (dal nome del fiume) nel 1946, concedendole status di città.
Poronajsk è servita da un porto e da un aeroporto.

## Società

### Evoluzione demografica
Fonte: mojgorod.ru
- 1959: 21.600
- 1979: 24.700
- 1989: 26.000
- 1996: 23.900
- 2002: 17.954
- 2007: 16.900
- 2014: 14.250

## Clima
| Poronajsk (1991-2020) Fonte: | Mesi         | Mesi         | Mesi         | Mesi         | Mesi        | Mesi        | Mesi        | Mesi        | Mesi        | Mesi         | Mesi         | Mesi         | Stagioni | Stagioni | Stagioni | Stagioni | Anno  |
| Poronajsk (1991-2020) Fonte: | Gen          | Feb          | Mar          | Apr          | Mag         | Giu         | Lug         | Ago         | Set         | Ott          | Nov          | Dic          | Inv      | Pri      | Est      | Aut      | Anno  |
| ---------------------------- | ------------ | ------------ | ------------ | ------------ | ----------- | ----------- | ----------- | ----------- | ----------- | ------------ | ------------ | ------------ | -------- | -------- | -------- | -------- | ----- |
| T. max. media (°C)           | −9,6         | −7,7         | −2,1         | 3,6          | 9,1         | 13,7        | 17,0        | 19,3        | 17,0        | 10,2         | 0,6          | −7,8         | −8,4     | 3,5      | 16,7     | 9,3      | 5,3   |
| T. media (°C)                | −14,9        | −13,6        | −6,8         | 0,1          | 5,0         | 9,9         | 13,9        | 15,8        | 12,3        | 5,4          | −4,0         | −12,9        | −13,8    | −0,6     | 13,2     | 4,6      | 0,9   |
| T. min. media (°C)           | −20,4        | −20,2        | −12,4        | −3,3         | 1,8         | 6,9         | 11,5        | 12,7        | 7,8         | 0,7          | −8,5         | −18,1        | −19,6    | −4,6     | 10,4     | 0,0      | −3,5  |
| T. max. assoluta (°C)        | 2,0 (1989)   | 5,0 (1960)   | 12,0 (1990)  | 19,8 (2019)  | 33,5 (1938) | 33,9 (1988) | 35,3 (2021) | 35,0 (1999) | 30,1 (2010) | 23,5 (2018)  | 16,1 (1990)  | 8,4 (1953)   | 8,4      | 33,5     | 35,3     | 30,1     | 35,3  |
| T. min. assoluta (°C)        | −39,8 (1910) | −39,1 (1911) | −34,2 (1922) | −23,5 (1914) | −8,1 (1985) | −2,5 (2017) | 0,3 (1909)  | 1,5 (1992)  | −3,3 (1940) | −13,2 (1979) | −29,8 (1914) | −36,7 (2019) | −39,8    | −34,2    | −2,5     | −29,8    | −39,8 |
| Precipitazioni (mm)          | 31           | 23           | 44           | 60           | 73          | 69          | 86          | 102         | 105         | 102          | 54           | 42           | 96       | 177      | 257      | 261      | 791   |